# Tutti pazzi in casa mia
Tutti pazzi in casa mia (Une Heure de tranquillité) è un film del 2014 diretto da Patrice Leconte.
La pellicola è l'adattamento cinematografico dell'opera teatrale Un'ora di tranquillità di Florian Zeller, autore della sceneggiatura.

## Trama
Il dentista Michel trova inaspettatamente in un mercatino delle pulci un rarissimo vinile e, dopo averlo acquistato, torna a casa pregustandosi l'ascolto. Tuttavia, la sua ora di tranquillità è costantemente interrotta dalla moglie, dal figlio e dall'idraulico, ognuno con problemi improrogabili che richiedono la sua attenzione.

## Produzione
Le riprese si sono svolte nell'arco di cinque settimane tra Yvelines, Saint-Ouen-sur-Seine e Parigi.

## Distribuzione
Il film è stato distribuito nelle sale francese e belghe il 31 dicembre 2014.